# Hamza Alić
Hamza Alić (* 20. Januar 1979 in Srebrenica) ist ein bosnischer Kugelstoßer.

## Sportliche Laufbahn
Erste internationale Erfahrungen sammelte Hamza Alić bei den Junioreneuropameisterschaften 1997 in Ljubljana, bei denen er mit 14,29 m in der Qualifikation ausschied, wie auch bei den Juniorenweltmeisterschaften in Annecy im Jahr darauf. 2002 nahm er erstmals an den Europameisterschaften in München teil und konnte sich auch dort mit 17,29 m nicht für das Finale qualifizieren. 2005 gewann er bei den Mittelmeerspielen in Almería mit 19,49 m die Bronzemedaille hinter dem Kroaten Edis Elkasević und Manuel Martínez aus Spanien. Damit qualifizierte er sich für die Weltmeisterschaften in Helsinki, bei denen er mit 18,77 m in der ersten Runde ausschied. Im Jahr darauf schied er sowohl bei den Hallenweltmeisterschaften in Moskau mit 18,42 m, als auch bei den Europameisterschaften in Göteborg mit 18,15 m in der Qualifikation aus. Bei den Weltmeisterschaften in Osaka 2007 gelang ihm kein gültiger Versuch.
2008 nahm er erneut an den Hallenweltmeisterschaften in Valencia teil und erreichte mit 20,00 m nicht das Finale, wie auch bei den Olympischen Spielen in Peking mit 19,87 m. Auch bei den Halleneuropameisterschaften 2009 in Turin scheiterte er mit 19,41 m in der Qualifikation, gewann aber anschließend mit 20,05 m die Silbermedaille bei den Mittelmeerspielen in Pescara. Damit qualifizierte er sich erneut für die Weltmeisterschaften in Berlin, bei denen er mit 20,00 m Siebter wurde. Zwei Jahre später schied er wieder sowohl bei den Halleneuropameisterschaften in Paris mit 19,60 m, als auch bei den Weltmeisterschaften im südkoreanischen Daegu mit 19,70 m in der Qualifikation aus. Auch bei den Leichtathletik-Hallenweltmeisterschaften 2012 in Istanbul und den Europameisterschaften in Helsinki gelangte er nicht bis in das Finale. 2013 gewann er dann bei den Halleneuropameisterschaften in Göteborg mit 20,34 m die Silbermedaille hinter dem Serben Asmir Kolašinac. Auch bei den Mittelmeerspielen in Mersin gewann er mit 19,69 m die Bronzemedaille, während er bei den Weltmeisterschaften in Moskau mit 19,18 m in der Qualifikation ausschied.
2014 folgte das Aus in der ersten Runde mit 19,36 m bei den Europameisterschaften in Zürich und bei den Leichtathletik-Halleneuropameisterschaften 2015 in Prag gelang ihm kein gültiger Versuch. Anschließend siegte er mit einer Weite von 20,26 m bei den erstmals ausgetragenen Europaspielen in Baku und schied bei den Weltmeisterschaften in Peking mit 18,62 m in der Qualifikation aus. Im Jahr darauf konnte er sich sowohl bei den Leichtathletik-Europameisterschaften 2016 in Amsterdam, als auch bei den Olympischen Spielen in Rio de Janeiro mit 19,48 m nicht für das Finale qualifizieren. Auch bei den Leichtathletik-Weltmeisterschaften 2017 in London schied er mit 18,95 m in der Qualifikation aus. 2018 siegte er mit 20,43 m bei den Mittelmeerspielen in Tarragona und scheiterte bei den Europameisterschaften in Berlin mit 19,34 m in der ersten Runde.
2004 und 2005 sowie 2012, 2015, 2017 und 2018 wurde Alić Bosnischer Meister im Kugelstoßen.

## Persönliche Bestweiten
- Kugelstoßen: 20,82 m, 7. Juni 2017 in Zenica
  - Kugelstoßen (Halle): 20,34 m, 1. März 2013 in Göteborg